# Bad Oeynhausen
Bad Oeynhausen – miasto uzdrowiskowe w zachodnich Niemczech, w kraju związkowym Nadrenia Północna-Westfalia, w rejencji Detmold, w powiecie Minden-Lübbecke.
W mieście znajduje się stacja kolejowa Bad Oeynhausen.
W mieście rozwinął się przemysł drzewny oraz tworzyw sztucznych.

## Historia
Miasto zostało założone w 1860 roku.

## Dzielnice
Miasto jest podzielone na następujące dzielnice: Zentrum, Dehme, Eidinghausen, Lohe, Rehme, Volmerdingsen, Werste i Wulferdingsen.

## Współpraca
Miejscowości partnerskie:
- Francja: Fismes
- Polska: Inowrocław
- Wielka Brytania: Wear Valley